# 彩虹閃耀夏之戀
《彩虹閃耀夏之戀～～》，簡稱「夏虹」，是一部日本電視劇，於2010年7月19日開始的每週一21:00〜（日本標準時間）於富士電視台播出，由松本潤、竹內結子、松坂慶子、伊東四朗、澤村一樹、桐谷美玲、笠原秀幸、永山絢斗、松重豐等人主演。第一話延長分鐘播放。

## 概要
描寫過度介意外界對自己的看法，侷限住自己的二代演員與總是笑臉迎人天真爽朗的女性邂逅，對於工作、愛情感到迷惘，最後奮鬥成功的愛情故事。
松本潤是首次在本電視台以及月九演出及主演，是嵐的成員中繼木曜劇場《拜啟，父親大人》（2007年，二宮和也主演）睽違三年後在該電視台演出。女主角竹內結子，是重返日本電視劇圈後，繼同時段《沒有薔薇的花店》（2008年）睽違兩年再度演出電視劇。
編劇是去年，同樣時段播出的電視劇《零秒出手》（2009年）的大森美香，是松本繼《寵物情人》（2003年，TBS）、竹內繼《不愉快的基因》（2005年）以來同時段演出的電視劇。
廣告標語是「愛情，是什麼顏色的呢？喜歡上某個人之後，我的世界才第一次有了色彩。」。

## 劇情
劇中，松本潤扮演一名父親是大牌演員楠航太郎的二三流演員楠大雅，從小就生活在父親的光環之下，被人叫做“楠航太郎的兒子”，性格頑固內心卻有自己的想法。雖然和父親同樣選擇演員這條道路，但完全接不到戲，平時只能接到作為“二代俳優”上上綜藝節目。 某日為了散心，和同樣是二代俳優的慶太一起去跳傘時，因降落傘的控制系統出現問題，最後落在一片森林中的一棵大樹上懸空。這時，楠大雅偶遇竹內結子扮演的年上美女詩織，並對她一見鍾情……由此生出一段讓人心跳不已的夏日愛情故事。

## 演員陣容

### 楠家
- 楠 大雅（26）－松本潤（嵐）（童年：加部亞門（日语：加部亜門））

航太郎與真知子的次子。因為演員世家而受到媒體關注，從小就被欺負，但想像父親一樣立志成為演員，高中畢業後赴紐約留學學習表演。回國後進入了與父親一樣的藝能事務所，不過一再參加試鏡都落敗，只能參與不重要的角色，在父親的光環下以演員身分成為綜藝節目通告藝人。口齒不流利，演技貧乏，且因為對外界看法過於重視而屢屢踢鐵板，不過也很積極振作，即使只是臨時演員的角色也努力學習，相當認真。經常為不諳料理的真知子下廚，因為冰箱有現成的料理，所以也會做簡單的小菜。對在雜木林解救自己的詩織一見鍾情。愛車是Lexus RX。
- 楠 大貴（35）－澤村一樹

航太郎與真知子的長子。大崎小學一年一班班導師。和大雅的對比鮮明，不想沾楠航太郎的光，而從小就立志想當踏實的公務員。對自己導的班級中，小海的母親詩織一見鍾情，考慮過要和她結婚，經常妄想，但得知詩織沒有再婚的念頭之後，便失戀了。
- 山本 子－貓田直

楠家的女佣。
- 楠 航太郎（65）－伊東四朗（日语：伊東四朗）（特別演出）

大雅·大貴的父親。代表作有「江戶的綻放 風的銀次郎」系列等的日本知名演員。因為扭傷住院，最後因蛛网膜下腔出血過世。6年前在「江戶的綻放 風的銀次郎」外景拍攝時注意到分娩的詩織，並送她到醫院。之後，與青木訪問詩織的時候，為新生的孩子命名為小海。
- 楠 真知子（55）－松坂慶子

大雅·大貴的母親。藝名姬島真知子的頭號女演員，20歲時嫁做人婦相夫教子。但其實對家事與經濟概念都一竅不通。少根筋的個性令人莞爾。因為航太郎生前與詩織書信往來而賭氣，但經由青木解釋真相後就釋然。

### 北村家
- 北村 詩織（30）－竹內結子

單親媽媽。丈夫在小海出生之前就在玻利維亞的大地震中身亡。航太郎的影迷，6年前參觀「江戶的綻放 風的銀次郎」外景拍攝時，因為分娩而受到航太郎與青木的幫助。之後經常給航太郎發慕名信。因為工作的罐頭工廠倒閉，就在航太郎事務所謀職。
- 北村 海（6）－小林星蘭（日语：小林星蘭）

詩織的女兒，小學一年級。名字是航太郎為她取的。為了詩織在楠航太郎事務所工作，而轉學進大崎第一小學。因為急忙轉學，所以對蒼空有著模糊的傾慕之情。透過大貴介紹加入學童保育「大崎向日葵俱樂部」。口齒清晰，巧舌如簧，但唯獨是體育白癡，害怕將臉埋進水裡，但在大貴開的暑假親子游泳教室克服。
- 北村 勇樹

詩織的丈夫，小海的爸爸。在商業公司工作，也是在公司裡最快熬出頭的人。在小海出生前的2002年12月，於出差的玻利維亞因為大地震而身亡了。
- 北村 春樹－塚本高史（第7·8·10集）

住在福岡詩織的小叔，勇樹的弟弟，也是小海的叔叔。詩織和小海回老家時，他正好出差而錯過了。不過卻被君江請求，去看看詩織過的生活。對於勇樹的事情已經不介意了，也知道詩織喜歡大雅。他的聲音和勇樹很相似。
- 北村 君江－市毛良枝（日语：市毛良枝）（第5～7集）※第5集僅聲音

住在福岡詩織的婆婆，勇樹、春樹、真弓的母親，也是小海的奶奶。期盼著與詩織、小海一起在福岡生活，也喜歡春樹帶來的大雅。
- 北村 雄三－緒方義博（日语：でんでん）（第6集）

住在福岡詩織的公公，勇樹、春樹、真弓的父親，也是小海的爺爺。
- 北村 真弓－肘井美佳（第6集）

住在福岡詩織的小姑，勇樹的妹妹，也是小海的姑姑。未婚。
- 北村 －小野敦子（第6集）

住在福岡的雄三的母親，勇樹、春樹、真弓的奶奶，也是小海的祖奶奶。

### 楠航太郎事務所
- 青木 久雄（42） - 松重豐

事務所所長，航太郎的前助理。在身為助理的時候，就已經認識了詩織與新生的小海。
- 宮瀨 櫻（22） - 桐谷美玲

童星出身，演藝經歷長達15年的女演員。因此轉入小時候有過共同演出經驗的航太郎事務所。外表任性，但對工作有相當高的專業意識。在排演電視劇《愛的急診室》劇本時，慢慢喜歡上了大雅。
- 鳩間 新市－小倉一郎（日语：小倉一郎）

事務所職員。撮合了航太郎與真知子的婚姻。
- 志賀 光治－大下源一郎（日语：大下源一郎）

事務所職員。轉為小櫻的助哩，因為搞錯電視台製作人的名字，使之想起過去曾被變態尾隨的精神創傷經驗，因而拒絕當小櫻的助理。
- 沖 惠－阿南敦子（日语：阿南敦子）（第1集）

事務承擔，但辭職了。

### 大崎第一小學
- 野崎 佳奈－小松彩夏（第2集－）

1年1班副班導師。
- 三池 蒼空－井上瑞稀（傑尼斯Jr.，第2集－）

5年1班的學生。跟剛剛轉學沒有朋友的小海關係熱絡。也參加了學童保育「大崎向日葵俱樂部」，住在北村家附近。
- 陽菜－春日香音（第2集－）

1年1班的學生。
- 太郎－中西龍雅（日语：中西龍雅）（第2集－）

1年1班的學生。與小海一樣進入學童保育「大崎向日葵俱樂部」。

### 演員關係
- 植野 慶太（25）－笠原秀幸（日语：笠原秀幸）（幼年：長島暉實（日语：長島暉実））

歌手·瑪麗植野的兒子，演員。因為與大雅有相同遭遇因而，是大雅從小學時代以來的好朋友。
- 伊良部 讓（26）－永山絢斗

人氣年輕演員。把也身為二代演員視為對手，用實力贏得角色。性格讓人不快。同時也是小櫻的影迷。

### 其他
- 鳥山－矢部謙次（日语：やべけんじ）（第3集－第9集）

學童保育「大崎向日葵俱樂部」的指導員。
- 有栖川 正志－石橋蓮司（第8集－）

被稱為「演藝界的奇才」的導演。對其主宰的研討會演員相當嚴厲。

### 客串
第1集
- 石坂浩二
- 氏木毅（日语：うじきつよし）
- 陣內智則
- 小松政夫
- 井筒和幸（日语：井筒和幸）

第2集
- 『愛的急診室』導演－小島康志
- 『愛的急診室』製作人－工藤俊作（日语：工藤俊作）
- 『愛的急診室』助理導演－久保山知洋（日语：久保山知洋）
- 『赤眼鏡探偵系列』演員－佐藤裕

第4集
- 『赤眼鏡偵探系列』赤眼鏡偵探－山村紅葉（日语：山村紅葉）
- 『赤眼鏡偵探系列』岩村刑事－有福正志（日语：有福正志）
- 後藤 隼人－中野裕太（日语：中野裕太）
- 留美－
- 雪－木村文乃
- 健也－齊藤悠（日语：斉藤悠）
- 直哉－大和田悠太（日语：大和田悠太）
- 真里香－脇田恵子（日语：脇田恵子）

第6集
- 小凪－青木和代
- 小里－脇田恵子（日语：脇田恵子）
- 日向 雅夫－島津健太郎（日语：島津健太郎）

第7集
- 蒼空的母親·奈奈－新妻聰子（日语：新妻さと子）
- 小望媽媽·瑤子 －春日井靜奈（日语：春日井静奈）
- 陽菜媽媽·千惠－川田希（日语：川田希）

第8集
- 中川－相島一之（日语：相島一之）
- 七尾－山崎大輔
- 『江戶綻放 風的銀次郎』製作人·正木－加門良（日语：加門良）
- 中村 宏－川名陽介
- 落合 聰－大沼遼平
- 研討會參加者－小川弦、橘杏里（日语：橘あんり）、八敷勝

第9集
- 高見 誠－佐藤浩市（友情演出）

最終回
- 舞台劇『哈姆雷特』角色 克勞迪斯·森下 惠一－市村正親（友情演出）
- 舞台劇『哈姆雷特』角色 哈姆雷特·赤木 俊平－北村有起哉（日语：北村有起哉）
- 舞台劇『哈姆雷特』助理製作人·持永 －深田恭子（友情出演）
- 河內喜一朗
- 二宮和也（友情出演）
- 瑪麗 植野－夏木麻里
- 參與瑪麗植野與舞台鑑賞的男性－白石隼也

## 工作人員
- 編劇：大森美香
- 製作人：三竿玲子
- 導演：小原一隆、澤田鎌作
- 製作：富士電視台電視劇製作中心
- 製作著作：富士電視台

## 配樂
- 主題曲：嵐「Løve Rainbow」（J Storm）
- 插入曲：YUI「Please Stay With Me」（gr8!records）

## 播放
| 集數                                              | 播放日期      | 中文標題 （暫譯） | 原文標題 | 導演     | 收視率 | 備註           |
| ------------------------------------------------- | ------------- | ----------------- | -------- | -------- | ------ | -------------- |
| 第1話                                             | 2010年7月19日 | 找到你了          |          | 澤田鎌作 | 15.7%  | 延長15分鐘     |
| 第2話                                             | 2010年7月26日 | 出現對手？        |          | 澤田鎌作 | 10.9%  | -              |
| 第3話                                             | 2010年8月02日 | 喜歡…你           |          | 小原一隆 | 12.9%  | -              |
| 第4話                                             | 2010年8月09日 | 你流淚的理由      |          | 小原一隆 | 12.1%  | -              |
| 第5話                                             | 2010年8月16日 | 不要走…           |          | 澤田鎌作 | 10.2%  | -              |
| 第6話                                             | 2010年8月23日 | 吻了你…           |          | 澤田鎌作 | 11.8%  | -              |
| 第7話                                             | 2010年8月30日 | 淚水的生日        |          | 小原一隆 | 11.4%  | -              |
| 第8話                                             | 2010年9月06日 | 對小海立下誓言    |          | 澤田鎌作 | 12.9%  | -              |
| 第9話                                             | 2010年9月13日 | 喜歡…又討厭       |          | 小原一隆 | 11.5%  | 延後20分鐘播出 |
| 最終話                                            | 2010年9月20日 | 已經不能再見      |          | 澤田鎌作 | 13.1%  | -              |
| 平均收視率12.3%（Video Research公司調查關東地區） |               |                   |          |          |        |                |

## 關聯項目
- 日本電視劇
- 富士電視台週一晚間九點連續劇

## 外部連結
- 官方网站（日語）
- 官方网站（繁體中文）

## 作品的變遷
| 日本緯來日本台 星期一至五 17:00 - 19:00 | 日本緯來日本台 星期一至五 17:00 - 19:00 | 日本緯來日本台 星期一至五 17:00 - 19:00 |
| --------------------------------------- | --------------------------------------- | --------------------------------------- |
|                                         | 閃耀夏之戀 （2012.9.20 - 2012.9.26 ）   |                                         |
| —                                       | 醫龍2 （2012.09.27 - 2012.10.03）       |                                         |

| 日本富士電視台 週一晚間九點連續劇                | 日本富士電視台 週一晚間九點連續劇              | 日本富士電視台 週一晚間九點連續劇 |
| ------------------------------------------------ | ---------------------------------------------- | --------------------------------- |
|                                                  | 彩虹閃耀夏之戀～ ～ （2010.7.19 - 2010.9.20 ） |                                   |
| 月之戀人～Moon Lovers～ （2010.5.10 - 2010.7.5） | 流星 （2010.10.18 - 2010.12.20）               |                                   |

| 香港 Now101台 星期一至五21:30-22:35      | 香港 Now101台 星期一至五21:30-22:35       | 香港 Now101台 星期一至五21:30-22:35 |
| ---------------------------------------- | ----------------------------------------- | ----------------------------------- |
|                                          | 虹色夏戀 （2011年6月20日 - 2011年7月1日） |                                     |
| 逃亡者 （2011年5月10日 - 2011年6月17日） | 逃亡律師 （2011年7月4日 - 2011年7月18日） |                                     |

| 臺灣 緯來日本台 週一到週五晚上9點.11點30分 | 臺灣 緯來日本台 週一到週五晚上9點.11點30分  | 臺灣 緯來日本台 週一到週五晚上9點.11點30分 |
| ------------------------------------------ | ------------------------------------------- | ------------------------------------------ |
|                                            | 閃耀夏之戀 （2011年7月21日 - 2011年8月3日） |                                            |
| 流星 （2011年7月7日 - 2011年7月20日）      | BOSS女王2 （2011年8月4日 - 2011年8月18日）  |                                            |